# Guillaume Wagner (humoriste)
Pour les articles homonymes, voir Wagner et Guillaume Wagner.
Guillaume Wagner, né le 14 octobre 1983 à Lac-Beauport, est un humoriste québécois.
Diplômé de l'École nationale de l'humour en 2006, il s'est fait connaître grâce à ses apparitions sur scène et à la télévision. Décrit comme un humoriste « cinglant et corrosif », sa carrière est marquée de plusieurs controverses ayant alimenté l'actualité.

## Biographie
Natif de Lac-Beauport, Guillaume Wagner est issu d'une famille de quatre qu'il qualifie de « modeste ». Après des études au cégep qu'il abandonne, il prend deux années sabbatiques durant lesquelles il découvre l'œuvre de plusieurs humoristes américains, dont Eddie Murphy, ce qui le convainc de tenter une carrière en humour,.
Il fait partie de la cuvée 2006 des finissants de l'École nationale de l'humour. En 2007, il a remporté le prix du jury et le prix du public du concours de la relève de l'humour au Festival d'humour de l'Abitibi-Témiscamingue.Après quelques prestations à travers le Québec, il apparaît au gala de Patrick Groulx au Le Grand Rire de Québec en 2007. La télédiffusion de ce gala à l'automne 2007 le révèle au public québécois. Il participe également aux Mercredis Juste pour rire la même année.
Durant les années qui suivent, Wagner cherche à définir son style d'humour. Il tente alors de se défaire d'un humour qu'il qualifie de « consensuel ». Appuyé par Jean-François Mercier et Mike Ward, il développe un style mêlant irrévérence et commentaire social. En 2008, il se fera remarquer aux émissions En route vers mon premier gala (Canal Vox) et Le Show Raisonnable (TV5). Par la suite, il continuera d'être un régulier du Festival Juste pour rire. Il y présente le 18 juillet 2010, son spectacle 60 minutes avec Guillaume Wagner au Studio Juste pour rire.
Il revient au Grand Rire de Québec en 2010 et remporte le Nez d'Or soulignant l'excellence d'un humoriste. Ses apparitions à la télévision se font plus fréquentes. Il participe notamment à l'émission Cliptoman sur les ondes de MusiquePlus, ainsi qu'à l'émission Un gars le soir lors du segment « Les Nobodys ».
En 2011, il remporte l'Olivier de la Découverte de l'année, ainsi que le titre de Révélation de l'année au Festival Juste pour rire. Sa participation à l'émission Les 5 prochains sur les ondes d'Artv la même année le positionne comme l'une des voix importantes de la relève humoristique québécoise.
En octobre 2012, il lance son premier one-man show intitulé « Cinglant ». Appuyé par Jean-François Mercier à la script-édition et Daniel Fortin à la mise-en-scène, la tournée fera le tour du Québec pendant plus de deux ans. La première de son spectacle est marquée par une controverse entourant la chanteuse Marie-Élaine Thibert,. Le 5 mai 2015 il lance le DVD de Cinglant, capté lors d'un spectacle à Brossard.
En octobre 2015, il présente son deuxième one-man show intitulé « Trop humain ».
Il fonde en 2016, avec Virginie Fortin, Adib Alkhalidey et le groupe Sèxe Illégal, le festival d'humour alternatif Dr. Mobilo Aquafest.
En 2019, il lance son troisième spectacle solo, intitulé Du cœur au ventre.
En avril 2025 sort sa première série dramatique sur Tou.tv Extra, Libre dès maintenant, qui suit la vie de 5 colocataires dans la vingtaine.

## Controverses
Wagner s'est retrouvé à quelques reprises au centre de controverses suscitées par des blagues visant des personnalités du milieu artistique québécois.
En 2010, lors d'une apparition au Gala Juste pour rire, il fait une blague sur la chanteuse Marie-Mai dans laquelle il invite la chanteuse à se suicider au nom de la musique de qualité. Il retire la blague de son numéro à la suite de sa télédiffusion.
En 2012, lors de la première représentation de son one-man show Cinglant, une blague visant la chanteuse Marie-Élaine Thibert anime le débat public. Lors d'un numéro du spectacle il déclare : « Marie-Élaine Thibert est tellement laide que ça devrait être déductible d'impôt de la fourrer ». Le 21 octobre 2012, la chanteuse publie une longue lettre ouverte sur les réseaux sociaux dans laquelle elle se dit blessée par les propos de l'humoriste. À la suite d'une discussion avec Thibert, Wagner décide de retirer la blague de son spectacle.
Le 31 mars 2015, lors d'une conférence de presse annonçant son deuxième one-man show, Wagner est invectivé par un homme dans la foule. Ce dernier finit par monter sur scène et projette l'humoriste au sol. Il est rapidement maîtrisé par des gardiens de sécurité qui étaient sur place. L'altercation s'avère finalement être un canular orchestré par l'équipe de l'humoriste[réf. nécessaire].
En décembre 2016, lors d'une chronique à l'émission de radio Gravel le matin, il écorche l'humoriste Martin Matte et sa participation à une campagne publicitaire pour la chaîne de supermarchés Maxi (Loblaws). Il déclare que ce dernier « est tellement baveux qu'il est prêt à baver sur les bottes de n'importe quelle multinationale qui a un chéquier », et le qualifie de « parrain » d’une certaine « mafia » de l’humour. Peu après, lors d'une apparition à l'émission Deux hommes en or, Martin Matte réagit aux propos : « véhiculer des propos haineux qui incitent à la haine, ça, j'ai de la misère [...] s’il dit “ma morale et mon intégrité, ce sont celles que tout le monde doit avoir, et il n'a pas le droit d’en faire [de la publicité]”... hostie, tu te trouves un peu trop intelligent ! Pour moi, c’est inacceptable ». Wagner répond à Martin Matte le 3 décembre sur sa page Facebook en disant : « je me suis servi de toi comme d’un symbole de l’artiste qui marchande l’amour que le public lui porte ». L'altercation entre les deux humoristes sera le sujet de nombreuses chroniques dans les journaux ainsi que d'un sketch lors de la revue de fin d'année Bye Bye 2016,.

## Vie privée
De 2011 à 2013, Wagner forme un couple avec l'humoriste Kim Lévesque-Lizotte avec qui il partage la vedette de l'émission Les 5 prochains.
Lors de la première médiatique du spectacle « Être » d'André Sauvé en juillet 2013, Wagner annonce être en couple avec la journaliste et chroniqueuse Vanessa Pilon. Le couple annonce sa séparation le 26 avril 2016.
Depuis l'été 2016, l'humoriste partage sa vie avec la chanteuse Mélanie Boulay du groupe Les Sœurs Boulay. Ils ont eu un garçon en janvier 2018.
Wagner a reçu un diagnostic d'autisme.

## Carrière

### Apparitions sur scène
Festivals
- Festival Juste pour rire, Montréal (2007-)
- Festival Grand Rire, Québec (2007-2014)
- Festival du Rire de Bierges, Belgique (2008)
- Zoofest, Montréal (2009-)
- ComediHa! Fest-Québec (2015[23]-)
- Dr Mobilo AquaFest (2016-)

2009-2010
- Jean-François Mercier – Le show du gros cave (première partie)

2012-2015
- Cinglant (1er one-man show)

2015-
- Trop humain (2e one-man show)

2019-
- Du coeur au ventre (3e one-man show)